# Moral
Moral (av latinets adjektiv moralis, "det som rör sederna") är en kvalitativ egenskap i en handling, i ett beteende, eller hos en person att följa de etiska normerna; att följa god sed. Det kan också betyda förståelsen inför vad som är rätt och fel. Med moral kan också avses regler och principer för handling som människor anser att det är deras plikt att leva efter. Sådana regler och principer studeras särskilt i etiken.
Termen moralisk används som sammanfattning av de beteenden som överensstämmer med god sed för en enskild människa, grupp eller kollektiv av människor. Det betecknar vidare en uppfattning om känslan av vad som är riktigt ur sedlig synpunkt; förhållandet att handla på ett sedligt riktigt sätt eller förmåga därtill.
Med ett akademiskt språkbruk avser "moral" en persons eller kulturs etiska normer, vare sig dessa är goda eller onda; även "omoraliska" personer kan således anses ha en moral. En viss moraluppfattning är ofta kopplad till en viss världs- eller livsåskådning, till exempel socialism eller kristendom (jämför Jesu bergspredikan). Å andra sidan är moral i marxistiskt språkbruk även sådant som på ett mer omedelbart sätt avspeglar villkoren för det materiella samhällslivet; moralregler som "var och en efter egen förmåga", eller i liberala, atomistiska, perspektiv; "ensam är stark", och så vidare.
Begreppet används ibland även som en synonym till "etik". Etiken behandlar frågor som hur de bästa moraliska konsekvenserna kan åstadkommas i specifika situationer till exempel (tillämpad etik), hur man avgör vad som har moraliskt värde (normativ etik), vilken moral människor faktiskt har (deskriptiv etik), vad som är moralens grundläggande natur, exempelvis om den kan rättfärdigas på objektiva grunder (metaetik) och hur förmågan att vara moralisk utvecklas och denna förmågas natur i allmänhet (moralpsykologi). Inom tillämpad etik är exempelvis frågan om att beröva människor deras liv kontroversiell mot bakgrund av dödsstraff, abort, dödshjälp och krig. Inom normativ etik kan en typisk fråga vara huruvida en lögn som uttalas i syfte att skydda en person från att skadas är rättfärdigad. Inom metaetik är en central fråga vilken mening begreppen "rätt" och "fel" har.
Efter påverkan av bland annat engelska har ordet "moral" även fått betydelsen "kampanda" eller "driftighet", i synnerhet i uttryck som "stridsmoral". Med moralisk auktoritet menas det informella inflytande en individ, institution eller stat kan ha genom att vara känd för sin goda och föredömliga moral. Exempel är FN, Amnesty eller Nelson Mandela.

## Moralfundamentsteorin
Psykologerna Jonathan Haidt, Jesse Graham och Craig Joseph har inom moralpsykologin utvecklat moralfundamentsteorin. Den går ut på att olika uppsättningar av ”moraliska fundament” leder människor till att nå olika ståndpunkter. Teorin har använts för att förklara människors ideologiska hemvist samt förekomst av brist på förståelse mellan politiska motståndare. Forskningen har visat att konservativa tillämpar en större palett av moraliska fundament än vad socialister och socialliberaler gör. Det innebär att konservativa förstår socialisters och socialliberalers moraliska fundament, medan socialister och socialliberaler kan vara helt oförstående inför hur konservativa resonerar. Socialister och socialliberaler kan därför uppfatta moraliskt baserade konservativa uttalanden eller beteenden som om de vore grundade i något annat – i bästa fall egenintresse, i värsta fall ondska. Moralfundamentsteorin erbjuder därmed en modell för att förstå uppkomsten av ideologisk polarisering och Haidt är även verksam för att motverka sådan polarisering.